# Almos (ojciec Arpada)

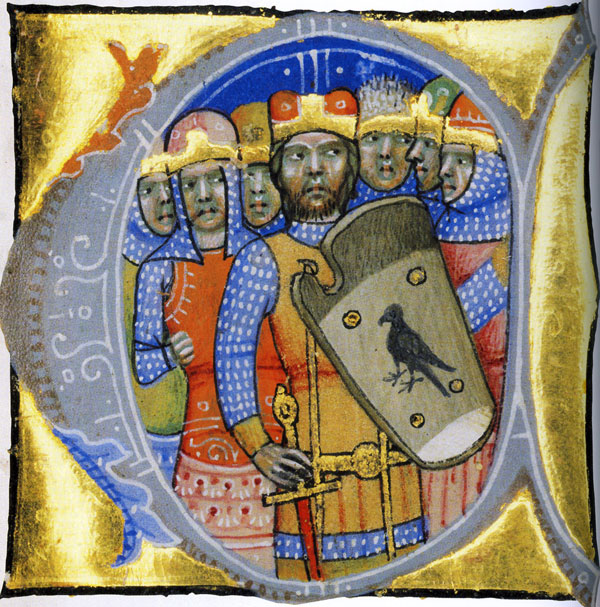
Inicjał z Kroniki Ilustrowanej:
Siedmiu węgierskich wodzów
na czele z Almoszem

Almosz (węg. Álmos) (ur. zapewne ok. 820, zm. 895) – wódz węgierski, ojciec Arpada, założyciela dynastii Arpadów. Jeden z przywódców siedmiu plemion przybyłych do Kotliny Panońskiej około 895 roku.
Według Gesta Hungarorum spisanych przez Anonima, sekretarza króla Węgier Beli III, miał być synem Ugyela, wodza Scytów, i Emese.

## W kulturze

### Węgierskie symbole kulturowe
Jednym z nieoficjalnych symboli narodowych Węgier jest turul - mityczny ptak, który najpierw miał sprawić, że księżniczka Emese powiła Almosa, a potem zaprowadzić Węgrów do Kotliny Panońskiej.

### Gry wideo
W serii Crusader Kings jednym z grywalnych władców jest Álmos Ügyekfi Árpád, przedstawiony jako Król Konfederacji Węgierskiej.